# Franska Cochinkina
Franska Cochinkina var en fransk koloni i Cochinkina i södra Vietnam från 1862 och senare en beståndsdel i Franska Indokina fram till 1949.

## Förvaltning
Kolonin löd sedan 1887 under generalguvernören över Franska Indokina, som företräddes i Cochinkina av en viceguvernör, biträdd av en generalsekreterare, ett hemligt råd (bestående av generalsekreteraren, befälhavarna över trupperna och flottan, ett par andra ämbetsmän samt fem av viceguvernören utnämnda ledamöter) och ett kolonialråd av 14 ledamöter, av vilka sex valdes genom allmän omröstning bland alla franska kolonister, två av handelskammaren och sex var vietnameser. Cochinkina var delat på 21 arrondissement, fördelade på fyra provinser (circonscriptions) och förvaltade av administratörer, med biträde av råd av framstående vietnameser. Ett särskilt arrondissement bildade ögruppen Pulo Condor. Till franska deputeradekammaren sände Cochinkina en deputerad.
Den enskilda budgeten för Cochinkina upptog inkomster och utgifter för 1909 till 578 880 piaster. Frankrikes utgifter för Cochinkina upptogs i 1910 års stat till 13,3 miljoner francs.

## Befolkning
Befolkningen steg vid slutet av 1906 till 2 870 514 personer (50 personer på 1 km2). Den bestod av flera olika folkslag. Huvudfolket var vietnameser (omkring 2 miljoner), som invandrat till regionen för omkring 300 år sedan. Dessutom fanns det 230 000 khmerer, 7 000 degar och cham, vilka var urbefolkningen, de förra i låglandet, de båda senare i höglandet, samt 100 000 kineser, 5 000 andra asiater (malajer, japaner, filippiner m. m.) och 5 500 fransmän.

## Religion
Den förhärskande religionen var buddhismen (1,7 miljoner). Katolicismen, som bedrivit missionsverksamhet i Vietnam ända sedan 1624
och som hade en biskop i Saigon, räknade 1901 73 234 bekännare.

## Utbildning
Det fanns omkring 380 skolor med 800 lärare och 19 000 elever. 1903 beslöts inrättandet av en medicinsk skola i Saigon. Där och i My Tho fanns två collèges, underhållna av kolonin.

## Näringsliv
Huvudnäringen var jordbruk, över 1,5 miljoner hektar var odlad jord och 1,7 miljoner skog. Viktigast var risodlingen, som upptog 1,4 miljoner hektar; dessutom odlas majs, bönor, batater, jordnötter, bomull, sockerrör, tobak, kaffe, kokos- och betelnötter, mullbärsträd, peppar, apelsiner, bananer o. a. Vidsträckta bevattningsverk var under arbete i de centrala och sydvästra delarna. Fiske idkades i floder och vid havskusten och avkastade årligen 2,8 miljoner francs.
Industrin var obetydlig. Det fanns några riskvarnar, sågverk och såpsjuderier och en fernissfabrik. En kolgruva gav 1905 20 000
ton kol. Handeln var till största delen i händerna på européer och kineser. Importen för konsumtion steg 1908 till omkring 108 miljoner kronor (1908 års penningvärde) och exporten av inhemska varor till 98 miljoner kr. De viktigaste exportvarorna var ris, fisk och fisksås, peppar, bomull, kopra och silke. Den förnämsta sjöstaden var Saigon, som regelbundet besöktes av flera franska, brittiska och tyska linjers fartyg. Den inländska trafiken besörjdes mest på vattenvägarna.
En 71 km lång järnväg, den äldsta i Franska Indokina (1885), förenade Saigon med My Tho. En annan linje från Saigon till Khanh Hoa i Annam var under byggnad, varjämte flera småbanor gick från Saigon till närliggande orter. Telegraflinjerna omfattade omkring 5 000 km.